# Zdeněk Mareš
Zdeněk Mareš (* 24. listopadu 1931, Veselíčko u Milevska) je český prozaik.

## Život
Zdeněk Mareš vystudoval roku 1953 střední zdravotnickou školu v Písku. Tři roky pracoval na záchytce v Praze, poté byl do roku 1967 úředníkem ve stavebním podniku a nakonec působil jako ošetřovatel v Psychiatrické nemocnici v Bohnicích.
Publikovat začal už jako student v časopise Zlatá stezka, později přispíval do Učitelských novin, do deníku Mladá fronta a do časopisů Květen a Květy. Je autorem společenských a historických románů a psal také dobrodružné příběhy pro mládež.

## Dílo
- Nerozhodní (1958), román ze života středoškolských studentů v Písku v letech 1947–1948.
- Tyrnerové (1965), román zachycující padesátiletou historii jihočeského židovského rodu řezníků a obchodníků s dobytkem.
- … není kam a není proč (1974), román o problematice dospívání, který se odehrává v dívčím internátu, zdravotní škole a v nemocnici.
- Horký týden (1978), historický román z počátku třicetileté války zachycující podzim roku 1620, kdy byl Písek obléhán císařským vojskem.
- Tvůj majestát, králi (1984), dobrodružný historický román pro mládež z období Přemysla Otakara II., vyprávěný jeho zbrojnošem.
- Už tamboři bubnují (1987), historický dobrodružný román pro mládež ze 40. let 18. století v Písku.
- Sehni se pro kámen (1988), historický dobrodružný román pro mládež z husitské doby.
- Staré kameny (1990), román navazující na autorovu knihu Tyrnerové.
- Pavilón beznaděje (1991), román odehrávající se v prostředí psychiatrické léčebny.